# 774

## Esdeveniments
- Silo de Astúries accedeix al tron i trasllada la capital del Regne a Pràvia. El jove Alfons encara és considerat immadur.
- Carlemany derrota Desideri d'Ístria, últim rei de llombards i s'apropia dels seus títols i el Regne Longobard.
- Carlemany conquereix Còrsega.

## Defuncions
- Aureli rei d'Astúries.